# Masuri Sabí
Masuri Sabí (en llatí Massurius Sabinus) va ser un jurista romà del qual l'escola anomenada dels sabinians va agafar el nom.

## Ascens social
Va destacar com a jurista en temps de l'emperador Tiberi (el qual va governar entre els anys 14–37) però va viure fins al regnat de Neró. A diferència de la majoria de juristes de la seva època no va ser senador, procedia d'orígens humils i no va ser acceptat com a cavaller romà fins als 50 anys. La seva ascensió social va ser possible gràcies a les seves excepcionals habilitats i al patronatge de Tiberi. D'aquest emperador va obtenir el Ius Respondendi, una prova de la seva reputació com a jurista.

## Aportacions al món jurídic
Va ser el primer a establir opinions legals.(publice respondere), un privilegi atorgat per l'emperador, tendència en augment per part dels governants, que a finals de la república ja començaven a inferir sobre matèria judicial. Abans d'August el valor de les opinions legals es basava en l'experiència i la perícia d'aquells qui les donaven. Al Corpus Juris Civilis de Justinià I es tracta el tema de les opinions legals de la manera proposada per Masuri Sabí i a partir d'aquest compendi legal, es va considerar una pràctica acceptada i justa.
Les seves opinions són esmentades també al Libri tres Juris Civilis, al Libri ad Sabinum de Sext Pomponi, a obres d'Ulpià i a un llibre de Juli Paule.

## Elssabiniani
Masuri va crear escola amb les seves idees, l'"escola dels sabiniani", de la qual van sorgir reeixits juristes: Caelius Sabinus (cònsol l'any 69), G. Cassi Longí (del seu nom deriva l'altra forma en que era coneguda l'escola "escola Cassiani"), Javolenus Priscus, Salvi Julià i Gai Ateius Capito (el fundador de l'escola).
Els sabiniani van ser rivals dels proculiani, una altra escola judicial així anomenada pel jurista Proculus. Però llevat d'algunes discrepàncies marcades per Gaius és difícil veure diferències significatives entre ambdues escoles, de fet Gai descrivia els proculians com «diversae scholae auctores», és a dir, sense un punt de vista comú a tots ells. Pel que sembla Gai es considerava a si mateix un sabinià, ja que es referia a ells com nostri praeceptores, («els nostres mestres»).

## Obres
Masuri és l'autor de diversos escrits, el principal titulat la Ius civile, en tres volums, que va influir en autors posteriors. Alguns juristes van escriure comentaris sobre aquest llibre, entre ells Ulpià, però no s'ha conservat.
Altres obres seves són: Commentarii de indigenis Libri Memoralium, Fasti, dos llibres de Responsa, un comentari Ad Edictum, i Libri ad Vitellium.